# Назаев, Муслим Мусаевич
Мусли́м Муса́евич Наза́ев (род. 6 апреля 1978, Шатой, Чечено-Ингушская АССР) — чеченский штангист, чемпион Бельгии по тяжёлой атлетике, кандидат в мастера спорта СССР.

## Биография
Родился 6 апреля 1978 года в Шатое. Начал заниматься тяжёлой атлетикой в 7 лет. Поначалу не мог поднять даже самый лёгкий гриф штанги, поэтому начал тренироваться, отрабатывая технику со шваброй. В 9 лет уже принимал участие в соревнованиях.
На тренировках выполнял норматив мастера спорта. Но из-за начавшейся вскоре первой чеченской войны не успел подтвердить этот результат на соревнованиях.
Вынужден был эмигрировать. За границей возобновил занятия спортом. Становился призёром международных турниров. В 2003 году стал чемпионом Бельгии. В 2007 году вернулся на родину. Несколько раз становился призёром чемпионатов республики.

## Спортивные результаты
- Призёр Международного турнира «Мемориал Эдмона Декотиньи» (Франция, 1996, 2000, 2002 годы);
- Призёр Международного турнира «Одер Покал» (Германия, 1996);
- Чемпион Бельгии (2003).